# Coropuna
El Coropuna es un complejo estratovolcánico de aproximadamente 1000 km² de la cordillera Ampato de los Andes, al sur de Perú, localizado en el distrito de Viraco, provincia de Castilla y en el distrito de Salamanca (Condesuyos), provincia de Condesuyos del departamento de Arequipa. Con una altitud de 6425 m s. n. m., es el volcán más alto de Perú y la tercera mayor elevación del país, después del Huascarán de 6768 m s. n. m. y el Yerupajá de 6634 m s. n. m.

## Etimología
El nombre Coropuna significa «reflejo en la meseta» en quechua.
Otra versión dice que su nombre significa «montaña dorada».

## Descripción
Está formado por un edificio volcánico de seis conos y tres coladas de lava de época Holocena. En la actualidad, sus cumbres están cubiertas por un sistema glaciar de 50 km² con varias decenas de lenguas glaciares que descienden por sus laderas, de forma radial.

Dibujo de Guamán Poma de Ayala sobre los ídolos y las huacas del condesuyo, a la izquierda de la imagen se puede ver el volcán Coropuna con una pirca en su cumbre, mientras le realizan ofrendas.

Está sustentado por una estructura del Plioceno Inferior, parcialmente desmantelada, de forma troncocónica, comprendida entre los 4200 y los 5000 metros de altitud. Sobre esta estructura basal, a lo largo del Plioceno Superior y el Pleistoceno, las sucesivas erupciones volcánicas han ido superponiendo materiales hasta formar un conjunto de seis edificios coalescentes cuyas culminaciones superan, en muchos casos, los 6000 metros de altitud.
Fue uno de los centros rituales del Tawantinsuyu, que llamándolo huaca, lo «adoraban» (ofrendas andinas de reciprocidad) por su eminencia y hermosura, es mencionado por Garcilaso de La Vega y otros cronistas como una de las huacas más importantes del Condesuyo; incluso se sabe de un santuario con restos de cerámica y un cuerpo en la cumbre que fue dinamitado por unos saqueadores, y que probablemente se trató del ritual Capacocha.
Durante mucho tiempo por su volumen y proximidad al mar, los navegantes lo avizoraban y creían que era la montaña más alta del continente. Para comprobar esa creencia y por los restos arqueológicos existentes en sus alrededores Hiram Bingham (difusor mundial de Machu Picchu), lo exploró en el año 1911.

## Sistema glaciar
Según el inventario nacional de glaciares y lagunas efectuado por la Autoridad Nacional del Agua en 2014, el sistema Corupuna consta de 3 sectores glaciares que ocupan una superficie de 18.85 km² en la cordillera Ampato, con una altitud mínima de hielo de 6330 m s. n. m.
A pesar de sus dimensiones es una montaña vulnerable con un claro retroceso de sus glaciares, que desde la Pequeña Edad del Hielo hasta 2010, los glaciares analizados han perdido un 47 % de su superficie, con una media de pérdida de 4000 m²/año, lo que habría sido causado por el aumento de la temperatura (cambio climático) que en los últimos 60 años ha subido en más de medio grado (0,67 °C). Lo que le otorga una esperanza de persistencia, en función de los escenarios propuestos más probables, de poco más de ∼75-150 años.

## Primeras ascensiones
Los primeros que ascendieron el volcán fueron los incas, que dejaron numerosos vestigios de su presencia; pero la primera ascensión absoluta, de la cumbre oeste, de 6445 m s. n. m., la hizo Hiram Bingham en el año 1911, dejando testimonio escrito de ello en el pueblo de Pampacolca. Parodi Isolabella, Alberto, en el año 1953, ascendieron a la cumbre Sureste de 6232 m s. n. m., formando parte de una expedición italiana. La primera expedición peruana se realizó en octubre de 1973, a la cumbre oeste de 6445 metros (Bingham) y fue conformada por los montañistas nacionales, Pablo Masías Núñez del Prado, José Zegarra Hidalgo, Adrián Puma Pampa y Ubaldo Sucasaire Sihuacollo. Después ha sido ascendido por expediciones y montañistas, constituyendo un atractivo turístico, por ser el volcán activo más alto del mundo que se puede ascender sin dificultad técnica, sólo con equipo de seguridad de alta montaña. Cuenta con restos arqueológicos en sus alrededores  como Maucallacta (ciudadela), Ushnu (asiento inca), restos encontrados en la laguna de Pallarcocha, etc., aún por investigar. Que evidencian su importancia ritual e histórica.